# Битка за Филипинско море
Битката за Филипинско море е голяма военноморска битка в хода на Втората световна война, в която е елиминирана способността на Императорския флот на Япония да провежда мащабни действия със самолетоносачи. Провежда се по време на американското нахлуване на Марианските острови, част от Тихоокеанската кампания. Това е последната от пет големи битки, включващи самолетоносачи от двете страни, както и най-голямата битка между самолетоносачи в историята, като в нея участват 24 самолетоносача с общо 1350 самолета.
Благополучният за американците изход от битката по принцип се приписва на техните подобрения по обучението, тактиката, технологиите и дизайна на корабите и самолетите си. В хода на битката, американските подводници потапят два от най-големите японски самолетоносачи в сражението.:с. 331 – 333Американските самолетоносачи предприемат продължителна атака, потапяйки един лек самолетоносач и повреждайки други кораби, макар голяма част от връщащите се самолети от нападението да свършват горивото си и да падат в морето. Тези резултати пораждат поддръжници на тезата, че подводницата е по-важен боен кораб от самолетоносача. Въпреки че по това време се смята, че битката е пропуснат шанс да се унищожи японския флот, императорските сили все пак губят основната си маса, която така и не успяват да възстановят.

## Контекст

### Японски план за решителна битка
Още от началото на военния конфликт през декември 1941 г. японският военен план е да се нанесат толкова тежки загуби по американските военни сили, че американското правителство да моли за примирие и да позволи на Япония да задържи владенията си в Югоизточна Азия. Макар числено и индустриално превъзхождано от самото начало, японското висше командване вярва, че едно-единствено решително сражение би им позволило да победят САЩ.
Адмирал Исороку Ямамото започва да се притеснява относно тази стратегия, но той е убит в хода на операция Мъст на 18 април 1943 г. На следващия ден адмирал Минеичи Кога го наследява като главнокомандващ на Обединения флот. Кога иска Императорският флот да влезе в схватка с американския флот в „една решаваща битка“ в началото на 1944 г. През март 1944 г. Кога е убит, когато самолетът му Kawanishi H8K попада в тайфун и се разбива. Назначен е нов главнокомандващ на Обединения флот – Соему Тойода, който финализира японския план. Планът е приет в началото на юни 1944 г. и е задвижен в рамките на седмици. Той цели удрянето на американския флот, за който се знае, че се придвижва към Сайпан.

### Предимства на американците
Забавянето само изостря положението за Императорския флот – тяхната способност да нанесат решаващ удар само намалява от началото на войната и бързо изчезва. Към края на 1942 г. съюзническите военноморски сили вече са задминали технологичните предимства на японските кораби и самолети. Към средата на 1943 г. масовото производство на кораби и подобрени самолети започва да накланя везните в полза на Съюзниците. Съюзническите практики на обучение и подновените флотски тактики започват да използват на максимум новите комуникационни технологии.
Междувременно, въздушните сили на Императорския флот търпят загуби през по-ранните битки в Коралово море и Мидуей, а дългата кампания при Соломоновите острови (1942 – 1943) значително отслабва способността на японския флот да упражнява силата си чрез самолетоносачи. Загубите, претърпени при Соломоновите острови, драстично намаляват броя опитни летци в авионосните групи. И докато на японците им отнема почти година да се възстановят от тези загуби, по-големият промишлен капацитет и по-голямото население на САЩ позволяват на американците да възстановяват малките си загуби много по-бързо
След като изтласкват външния отбранителен пръстен на Япония в битката за Тарава в края на 1943 г., американските военноморски сили събират подобренията след 1942 г. под формата на Отряд със специално предназначение (38/58), командван от вицеадмирал Марк Митшър. Воден от този отряд в началото на 1944 г., американският флот продължава постепенното си настъпление към островите в централната част на Тихия океан. След като постигат целите си в кампанията при Гилбъртовите острови, американците предприемат поредица отслабващи врага мисии, прицелени в наземната противовъздушна отбрана на японците, което да ограничи съпротивата им срещу предстоящите морски десанти.
Малко от американските командири осъзнават колко мощен е станал Отрядът със специално предназначение. Макар първоначално да се предприемат с безпокойство, нападенията се оказват повече от успешни, особено след като важната японска база на Чуюк е неутрализирана.

### Предимства на японците
Японците разполагат с редица преимущества, за които се надяват, че ще обърнат хода на войната в тяхна полза. Макар да са числено и технологично превъзхождани, те планират да подкрепят самолетоносачите си със самолети от сушата. Освен това, японските самолети имат по-голям обсег, което би им позволило да удрят американските самолетоносачи, докато японските самолетоносачи се намират извън обсега на американските самолети. Разполагайки с островни бази в региона, японците се надяват да ударят от въздуха американския флот, да се приземят по островите, след което да ги атакуват отново по пътя обратно.
В района преобладават пасатите. Самолетите на самолетоносачите по това време се нуждаят от насрещен вятър, за да излетят. Източните пасати, които преобладават в централната част на Тихия океан, предполагат, че самолетоносачите трябва да се движат на изток, за да могат от тях да излитат самолети. Поради тази причина, флот, разположен западно от Марианските острови, би бил в позиция да започне и спре битка, като по този начин инициативата е в ръцете на японците.

### Различни перспективи
Докато американските командири, в частност адмирал Спрюънс, се опасяват относно евентуална японска атака срещу американските транспортни съдове и десантни части, японската цел всъщност е да се влезе в схватка с Отряда със специално предназначение и да се победи. Японските командири считат Марианските острови, включително Гуам, Тиниан и Сайпан, за своя вътрешен отбранителен пръстен. Наземните изтребители и бомбардировачи на тези острови контролират морските коридори до Япония и защитават японските острови. Докато американците се подготвят за кампания при Марианските острови, Императорският флот заключава, че решителната битка не може да бъде повече отлагана.

## Начална фаза
На 12 юни 1944 г. американските самолетоносачи осъществяват удари на Марианските острови, по този начин убеждавайки адмирал Тойода, че САЩ се готви да нападне. Този ход е изненадващ – японците очакват следващата мишена за американците да е по̀ на юг: или Каролинските острови, или Палау. Поради това, те разполагат едва с 50 самолета на Марианските острови. От 13 до 15 юни американските самолетоносачи нанасят още въздушни удари, докато морските сили бомбардират Марианските острови. На 15 юни първите американски части правят десант на Сайпан.
Тъй като контролът над Марианските острови би предоставил на американските стратегически бомбардировачи възможност да атакуват главните японски острови, Императорският флот решава, че е време за дългоочакваната решителна битка. Тойода веднага нарежда на флота да контраатакува, пускайки в боя почти всички военни кораби.
Основните части от флота се срещат на 16 юни в западната част на Филипинско море и зареждат с гориво на 17 юни. Адмирал Джисабуро Озава командва тази сила от новопостроения си флагмански кораб „Тайхо“. Освен обширни командни съоръжения, подобрени противоторпедни булове и голяма въздушна група, „Тайхо“ е първият японски самолетоносач с бронирана летателна палуба, проектирана да издържа на бомбени попадения.
В 18:35 ч. на 15 юни американската подводница „Флайинг Фиш“ забелязва японско формирование от самолетоносачи и линейни кораби, приближаващи от протока Сан Бернардино. Час по-късно подводницата „Сийхорс“ забелязва сила от линейни кораби и крайцери, идваща от юг. Подводниците имат нареждане да докладват контакт с врага, преди да предприемат атака, така че „Флайинг Фиш“ изчаква да се стъмни, след което излиза на повърхността, за да предаде информацията си по радиото. Командир Реймънд Спрюънс на 5-и флот е убеден, че наближава голяма битка. След като се консултира с адмирал Честър Нимиц, който е в щаб-квартирата на Тихоокеанския флот в Хаваи, той нарежда на Отряд със специално предназначение 38, който е изпратил две авионосни групи на север да пресрещне японски подкрепления, да се прегрупира и да тръгне на запад от Сайпан – към Филипинско море.
На по-старите линейни кораби, крайцери и ескортни самолетоносачи е наредено да останат близо до Сайпан под името, за да защитават атакуващия флот и да предоставят поддръжка от въздуха за десантите.
Малко преди полунощ на 18 юни Нимиц изпраща съобщение на Спрюънс, че японски съд е нарушил радио мълчанието. Прихванатото съобщение е заповед на Озава към наземните му въздушни сили в Гуам. Местоположението на подателя е засечено на приблизително 560 km запад-югозапад от Отряд със специално предназначение 58. Митшър отчита възможността съобщението да е японска примамка, тъй като японците често изпращат един-единствен кораб надалеч, който да наруши радио мълчанието и да заблуди врага относно истинското местоположение на основната сила.
Митшър осъзнава, че има възможност през нощта да се натъкне на силите на Озава. Арли Бърк, началник-щаб на Митшър (бивш ескадрилен командир, който е спечелил няколко нощни сражения над Соломоновите острови), счита, че командир Уилис Лий ще приветства възможността. Но Лий силно се противопоставя на такъв сблъсък. След като лично е претърпял объркваща нощна битка при Гуадалканал, Лий не е ентусиазиран за среднощна схватка с японските сили, вярвайки, че екипажът му не е адекватно подготвен за това. Малко след като научава мнението на Лий, Митшър поисква разрешение от Спрюънс да придвижи Отряд със специално предназначение 58 на запад през нощта, за да достигне позиция за атака призори, което би позволило максимална въздушна атака срещу противника.
Спрюънс обмисля предложението в продължение на час, но в крайна сметка го отхвърля. Щабът на Митшър е разочарован от решението на Спрюънс. Спрюънс решава да изчака врага, което контрастира с мнението му в битката при Мидуей през 1942 г., когато той поддържа идеята за незабавно нападение, още преди собствената му ударна група да се е събрала, тъй като неутрализирането на вражеските самолетоносачи, преди да излетели самолетите им, е от ключово значение за оцеляването на неговите самолетоносачи.
Всъщност, решението на Спрюънс е повлияно от заповедите на Нимиц, който изрично казва, че защитата на инвазионния флот е основната задача на Отряд със специално предназначение 58. Спрюънс се опасява, че японците ще се опитат да привлекат флота му далеч от Марианските острови с примамка, докато в същото време се промъкват за атака срещу десантните части. Локализирането и унищожаването на японския флот не е първостепенната му цел и той не желае основната сила на американския Тихоокеански флот да бъде привлечена на запад, далеч от десантните сили. Митшър приема решението без да коментира. Решението на Спрюънс, макар впоследствие разкритикувано, със сигурност е оправдано – към този момент е добре известно, че японските операционни планове често разчитат на използването на примамки и заблуждаващи сили. Обаче, точно в този случай, планът не предвижда заблуждаващ аспект.
Преди зазоряване Спрюънс предлага ако сутришното разузнаване на открие никакви мишени, бомбардировачите да бъдат изпратени срещу летищата на Рота и Гуам. Обаче, Митшър разполага само с бронебойни бомби, които са нужни за боя срещу японския флот, така че информира Спрюънс, че такива въздушни удари не могат да се осъществят. С настъпването на утрото Отряд със специално предназначение 58 изпраща разузнавателни самолети, въздушни патрули и противоподводни патрули, след което придвижва флота на запад от островите, за да има място за маневриране. Американските военноморски сили разполагат с напреднала система за въздушен контрол, която засича вражеските бомбардировачи много преди да са достигнали флота. Ако вражески самолет успее да премине през патрулиращите самолети, той би срещнал унищожителен огън, идващ от корабите във водата.

## Битката

### Първи действия
Японците вече са изпратили своите сутрешни разузнавателни патрули, използвайки около 50 самолета от Гуам, и към 05:50 часа един от тях, Мицубиши A6M, забелязва Отряд със специално предназначение 58. След като докладва гледката, той напада разрушителя „Стокам“ и е свален от разрушителя „Ярнал“.
Вече предупредени, японците изпращат самолетите си от Гуам в офанзива. Те са забелязани от радарите на американските кораби. Група от 30 самолета Grumman F6F Hellcat са изпратени от „Бело Ууд“ за да се справят със заплахата. Те пристигат, докато японските самолети още излитат от летището в Гуам. Няколко минути по-късно чрез радар са засечени още вражески сили, идващи от южните острови. Започва схватка, в която 35 японски самолета са свалени, а американците губят само един. Към 09:57 часа голям брой вражески сили са засечени да приближават флота. Митшър нарежда на Бърк да изтегли самолетите си от Гуам. Флотът е спокоен до към 10:23 часа, когато Митшър нарежда на Отряд със специално предназначение 58 да завие в посока към вятъра, изток-югоизток, и нарежда на всички самолети да излетят така, че да образуват няколко патрулни групи в очакване на японските сили. След това изпраща бомбардировачите си да кръжат над открито море на изток, за да не стоят по хангарите си, където са уязвими към японските въздушни удари.

### Японски нападения
На самолетите е наредено да се върнат обратно, след като няколко кораба от Отряд със специално предназначение 58 засичат вражески мишени 240 km западно към 10:00 часа. Това е първото нападение на японските самолетоносачи, включващо 68 самолета. Отряд със специално предназначение 58 започва да изпраща всичките си налични самолети, но докато всички излетят във въздуха, японците вече се намират на 110 km от тях. Все пак, японските сили започват да кръжат, за да се прегрупират преди атаката. Това 10-минутно забавяне се оказва критично и първата група американски самолети пресреща нападателите, които все още се намират на 100 km към 10:36 часа. Към тях скоро се присъединяват още самолети. За броени минути са свалени 25 японски самолета, докато американците губят само един.
Оцелелите японски самолети са пресрещнати от други американски изтребители – свалени са още 16 японски самолета. Някои от останалите им 27 самолета успяват да осъществят удари срещу разрушителите „Ярнал“ и „Стокам“, но не им причиняват особени щети. Между три и шест бомбардировача успяват да стигнат групата от линейни кораби на Лий и да я ударят – една бомба пада върху палубата на „Южна Дакота“, убивайки или ранявайки над 50 души, но щетите по самия съд не са големи. Това е единственият повреден кораб в хода на това нападение. Никой от самолетите от първата вълна на Озава не достигат американските самолетоносачи.
В 11:07 часа радарът засича още една, по-голяма вълна врагове. Тя включва 107 самолета. Пресрещната е от американските самолети на 100 km разстояние от флота и поне 70 от японските самолети са свалени, преди да достигнат американските кораби. Шест нападат групата на контраадмирал Монтгомъри, почти успявайки да ударят два от самолетоносачите му. Четири от тях са свалени. Малка група от самолети с торпеда нападат „Ентърпрайз“, като едно торпедо се взривява точно зад кораба. Още три торпедни самолета атакуват лекия крайцер „Принстън“, но са свалени. Общо 97 от атакувалите 107 самолета са унищожени.
Третото нападение, съставено от 47 самолета, идва от север. То е пресрещнато от 40 изтребителя към 13:00 часа на около 80 km от Отряда със специално предназначение. Седем от японските самолети са свалени. Няколко от тях пробиват и предприемат не особено ефективна атака срещу групата на „Ентърпрайз“. Много от самолетите не повтарят ударите си, поради което това нападение претърпява по-малко загуби от предните – 40 от японските самолети успешно се завръщат при самолетоносачите си.
Четвъртото японско нападение настъпва между 11:00 и 11:30 часа, но на пилотите е дадено грешно местоположение на американския флот и не успяват да го открият. След това те се разделят на две свободни груби и поемат към Гуам и Рота, за да презаредят с гориво. Групата, пътуваща към Рота, се натъква на Отрядът със специално предназначение на Монтгомъри. 18 японски самолета влизат в схватка с американските изтребители, губейки половината си бройка. Деветте японски пикиращи бомбардировача, които се измъкват от изтребителите, нападат „Уасп“ и „Бънкър Хил“, но не уцелват. Осем от тях са свалени. По-голямата група японски самолети, насочила се към Гуам, е пресрещната от 27 американски самолета, докато се приземява. 30 от 49 японски самолета са унищожени, а останалите са тежко повредени.
Японските загуби през първия ден от битката надхвърлят 350 самолета. Американците губят около 30 самолета, а щетите по американските кораби са малко. Дори повреденият „Южна Дакота“ остава във формация и поддържа противовъздушната си роля.
Повечето от японските летци, които успешно се измъкват от американските изтребители, са малък брой ветерани, които са оцелели след шест-месечното японско настъпление в ранния етап от Тихоокеанската война.

### Подводни атаки
През деня американските разузнавателни самолети не успяват да намерят японския флот. Обаче, две американски подводници вече са забелязали самолетоносачите на Озава рано сутринта. Към 08:16 часа американската подводница „Албакор“, която е забелязала авионосната група на Озава, е заела идеална позиция за нападение. Командирът ѝ избира най-близкия самолетоносач за мишена. Това се оказва „Тайхо“ – най-големият и най-новият самолетоносач в японския флот и флагман на вицеадмирал Озава. Докато „Албакор“ се готви да открие огън, обаче, системата за контрол на огъня се разваля и се налага торпедата да бъдат изстрелвани на око. Решен да проведе атаката, командирът на подводницата нарежда всичките шест торпеда да бъдат изстреляни едновременно, за да се увеличи вероятността за попадение.:с. 331 – 333
От „Тайхо“ вече са излетели 42 самолета, част от второто нападение, когато „Албакор“ изстрелва торпедата си. От шестте торпеда, четири пропускат целта. Единият от пилотите на току-що излетелите японски самолети забелязва едно от двете торпеда, тръгнали към „Тайхо“, и се забива в него, детонирайки го. Въпреки това, шестото торпедо удря самолетоносача в десния борд, пробивайки резервоарите с керосин. Ескортиращите разрушители нападат подводницата с дълбочинни заряди, но нанасят само леки щети по „Албакор“. Първоначално, щетите по „Тайхо“ изглеждат незначителни – наводняването бързо е овладяно, а задвижването и навигацията на самолетоносача са непокътнати. „Тайхо“ бързо влиза в строя, но па̀рите от разрушените горивни резервоари започват да изпълват хангарите, създавайки все по-опасна ситуация на борда.
Друга подводница, „Кавала“, успява да маневрира до нападателна позиция срещу 25,6-тонния самолетоносач „Шокаку“ към пладне. Подводницата изстрелва шест торпеда, три от които удрят „Шокаку“ отдясно.:с. 329 – 331 Тежко повреден, самолетоносачът спира обездвижен. Едно торпедо е ударило предните резервоари с керосин близо до главния хангар, вследствие на което току-що кацнали самолети, зареждащи с гориво, избухват в пламъци. Взривяващите се боеприпаси и горящото гориво от разкъсаните тръби изострят пожара. С потопен нос и пожар извън контрол, капитанът на самолетоносача дава изповеди за напускане на кораба. Само след броени минути отеква мощен взрив, предизвикан от възпламеняването на натрупаните горивни па̀ри в междупалубните пространства. Корабът се преобръща и потъва на около 230 km северно от остров Яп. 887 души от екипажа плюс 376 летци (общо 1263 души) загиват. 570 души оцеляват, в това число и командирът на самолетоносача, капитан Хироши Мацубара. Японският разрушител „Уракадзе“ атакува подводницата, но „Кавала“ се отървава само с малки щети от подводните заряди.:с. 330
Междувременно, „Тайхо“ става жертва на лошо управление на щетите. Надявайки се да изчисти взривоопасните па̀ри, неопитен офицер нарежда да се пусне вентилационната система с пълна сила. Това само изпраща па̀рите навсякъде из „Тайхо“, застрашавайки целия кораб. Около 14:30 часа искра от електрически генератор при хангарите възпламенява натрупаните па̀ри, започвайки поредица големи взривове. След първите експлозии става ясно, че „Тайхо“ е обречен и Озава и щабът му се преместват на близкия „Дзуйкаку“.:с. 332 Малко след това „Тайхо“ претърпява втора поредица от взривове и потъва. От 2150 души екипаж загиват 1650.

### Американска контраатака
Отряд със специално предназначение 58 плава на запад през нощта, за да нападне японските сили призори. Адмирал Озава се премества на разрушителя „Вакацуки“, след като самолетоносача „Тайхо“ е ударен, но радиооборудването на борда му се оказва неспособно да изпраща нужните съобщения, поради което той се премества отново, този път на самолетоносача „Дзуйкаку“ към 13:00 часа. Тогава научава и за катастрофалното стечение на събитията от предния ден, които са му оставили на разположение едва около 150 самолета. Въпреки това, той решава да продължи с нападенията, мислейки си, че все още има стотици самолети на Гуам и Рота, и започва да планира нови удари за 21 юни.
Основният проблем за Отряд със специално предназначение 58 е, че не може да намери врага. Сутрешното разузнаване на американците на 20 юни завършва с неуспех. Втори опит по пладне да се намерят японците също се проваля. Едва към 15:12 часа смътно съобщение от самолет на „Ентърпрайз“ докладва контакт с врага. Към 15:40 часа това е потвърдено, заедно с разстоянието до врага, курса му и скоростта му. Оказва се, че японските сили се движат на запад, тъкмо на границата на обсега на американците, докато дневната светлина вече си отива. Митшър решава да предприеме мащабна атака. След като първата ударна група тръгва, пристига трето съобщение, гласящо, че японците се намират дори по-далеч, отколкото е докладвано по-рано. Първата група ще се окаже на ръба на свършване на горивото си и ще трябва да се приземява през нощта. Митшър не впуска втора ударна група, но не извиква обратно първата. От 240 изпратени самолета, 14 се връщат поради различни проблеми. Останалите 226 самолета включват 95 Grumman F6F Hellcat, 54 Grumman TBF Avenger, 51 Curtiss SB2C Helldiver и 26 Дъглас SBD Донтлес. Самолетите достигат японския флот малко преди залез Слънце.
Малкото изтребители, с които Озава разполага, са числено превъзхождани от самолетите на Митшър. Въпреки че малкото японски самолети са в опитни ръце и японският зенитен огън е интензивен, американските самолети успяват да пробият.
Първите кораби, забелязани от американската ударна група, са танкери, намиращи се на 50-ина километра за авионосната група. Самолетите от „Уасп“, повече загрижени за малкото им останало гориво, отколкото за намирането на японските самолетоносачи и линейни кораби, нападат танкерите. Два от тях са тежки повредени и по-късно самопотопени, докато трети успява да потуши пожара си и да продължи.
Самолетоносачът „Хийо“ е нападнат и ударен от бомби и въздушни торпеда от четири самолета от „Бельоу Ууд“. „Хийо“ избухва в пламъци, след огромен взрив от изтичащ керосин. След това потъва целия откъм кърмата. Загиват около 250 души от екипажа, а останалите около 1000 са спасени от японски разрушители.
Самолетоносачите „Дзуйкаку“, „Джунйо“ и „Чийода“ са повредени от бомби. На връщане американските летци оценяват щетите по самолетоносачите като по-тежки, отколкото са в действителност. Японските следвоенни записи разкриват, че голяма част от американските удари всъщност са били големи плисъци във водата, предизвикани от близки пропуски. Линейният кораб „Харуна“ също е ударен от две бомби, включително по главната оръдейна кула. Щетите са овладени и корабът остава боеспособен, отчасти благодарение на бързото решение на капитана му да наводни муниционния склад на оръдейната кула, за да се избегне възможността от взрив.
В хода на нападението са свалени 20 американски самолета от японските изтребители и зенитен огън, които компенсират липсата на точност с голяма интензивност на обстрел. След продължителното сражение става ясно, че повечето от връщащите се самолети са с опасно ниски нива на гориво, а нощта се спуска. Към 20:45 часа първият завръщащ се самолет достига Отряд със специално предназначение 58. Досещайки се, че летците му ще срещнат трудности при намирането на самолетоносачите му, Митшър решава да освети самолетоносачите, като насочва светещи прожектори право нагоре към небето, въпреки риска от японски подводници или нощни самолети. Дежурните разрушители стрелят осветителни снаряди, за да помогнат на самолетите да намерят самолетоносачите си.
На самолетите е разрешено да кацат на всяка налична летателна палуба (не само на собствените си самолетоносачи, както обикновено) и наистина много самолети кацат на други самолетоносачи. Въпреки това, 80 от завръщащите се самолети са унищожени. Някои от тях се разбиват върху летателната площадка, но повечето падат в морето. Някои летци целенасочено падат на групи, за да улеснят спасителните операции. Около 3/4 от екипажите са спасени от морето през следващите дни.

## Последствия

### За японците
През нощта Тойода нарежда на Озава да се изтегли от Филипинско море. Американските сили се опитват да го догонят, но битката е приключила.
Четирите японски въздушни нападения включват 373 самолета, от които 130 се завръщат при самолетоносачите си. Много от тях са загубени след това, когато „Тайхо“ и „Шокаку“ са потопени. След втория ден от битката, загубите се равняват на три самолетоносача и около 633 самолета (от самолетоносачите и от сушата). Самолетите и опитните пилоти, загубени във Филипинско море, са изключително тежък удар по и без това числено превъзхождания японски флот. Японците вече са изгубили повече от половин година във възстановяване на авионосните си групи, а американските сили унищожават 90% от прогреса им за два дни. Впоследствие, в хода на битката в залива Лейте четири месеца по-късно, японците изпращат заблуждаваща авионосна група за примамка само със 108 самолета на шест самолетоносача.
Японските въоръжени сили, които дотогава са крили мащаба на предните си загуби от японското общество, продължават с тази си политика. Макар едновременното стечение на битката за Филипинско море и битката за Сайпан са оповестени, мащабът на бедствието не е упоменат.

### За американците
Загубите от американска страна през първия ден са само 23 самолета. На втория ден американците губят доста повече – от изпратени 226 самолета се завръщат 115. Консервативният боен план на Спрюънс, макар погубвайки един лек самолетоносач, сериозно отслабва военноморските въздушни сили на японците, убивайки повечето от останалите опитни пилоти и унищожавайки оперативните резерви от военноморски самолети. Това е удар, от който японците никога не се възстановяват. Без времето и ресурсите, нужни за построяване на достатъчно самолетоносачи и за обучаване на нови летци, останалите японски самолетоносачи са почти безполезни в атака – факт, който японците осъзнават и ги подтиква да ги използват като жертвена примамка в залива Лейте по-късно. След битката за Филипинско море Япония започва все повече да разчита на самолети камикадзе, които да направят войната твърде скъпа за САЩ.
Спрюънс е критикуван от много офицери след битката, особено от летци, за решението му да бъде предпазлив, вместо да се възползва от по-големите си сили и по-доброто разузнаване. Критиците му твърдят, че той пропилява възможност да унищожи целия подвижен японски флот. Адмирал Джон Тауърс, заместник-главнокомандващ на Тихоокеанския флот, настоява Спръюнс да бъде освободен от длъжност. Искането му не е уважено от адмирал Нимиц. Всъщност, решението на Спръюнс е подкрепяно от Нимиц, Ричмънд Търнър и Ърнест Кинг.
Американският изтребител Grumman F6F Hellcat доказва цената си, тъй като мощният му двигател генерира голяма скорост, докато тежките му броня и оръжия го правят корав и смъртоносен. Японците, от друга страна, все още използват A6M Zero, който макар високо маневрен и революционен в ранния етап на войната, вече е крехък и остарял към 1944 г. Yokosuka D4Y, макар достатъчно бърз, също е крехък и се подпалва лесно. Японските летци също са неадекватно подготвени. Японските обучителни програми не успяват да заменят качествените летци, загубени през последните две години в Тихоокеанската кампания.